# Bolitoglossa xibalba
Bolitoglossa xibalba é uma espécie de anfíbio caudado da família Plethodontidae. Está presente na Guatemala. A UICN classificou-a como quase ameaçada.